# Favaios
Favaios é uma vila portuguesa sede da Freguesia de Favaios do Município de Alijó, freguesia com 21,45 km² de área e 937 habitantes (censo de 2021), tendo, por isso, uma densidade populacional de 43,7 hab./km².
Localizada na Serra do Vilarelho e integrando o Distrito de Vila Real e a antiga província de Trás-os-Montes e Alto Douro, dista cerca de 150 km do Porto, 35 km de Vila Real, 120 km de Bragança e 3 km de Alijó, a sede municipal.
Apesar do seu estatuto oficial de vila, faz parte da «Rota das Aldeias Vinhateiras do Douro», sendo a principal actividade económica da freguesia a vitivinicultura, com destaque para o moscatel, popularmente designado "favaios".

## História
De origem que se perde nas brumas do passado, seu nome derivaria do latino Flavius, uma antiga povoação romana, segundo alguns historiadores.
João de Barros aponta-lhe como nome antigo Flavia
Favaios - é uma vila na parte de Galiza, e agora em Portugal, na comarca de Trás os Montes, chamou-se Flavia como dizem letreiros antigos que ali vi. Parece que Ptolomeu lhe chama Flaviobriga, daqueles que edificou el Rey Brigo.
Recebeu Carta de Alforria em 1211 de D. Afonso II, e seu primeiro Foral em 1270 de D. Afonso III, o qual foi confirmado em 1284 por D. Dinis, revogado por D. Manuel I em 1514, e restabelecido no mesmo ano.
Foi vila e sede de concelho até meados do século XIX. Inicialmente, era constituído apenas pela freguesia da sede e tinha, em 1801, 1 161 habitantes.
Após as primeiras reformas administrativas do Liberalismo (Decreto de 6 de Novembro de 1836), foram-lhe anexadas as freguesias de Casal de Loivos (que à data ainda incluía a localidade do Pinhão), Sanfins do Douro, Vale de Mendiz e Vilarinho de Cotas. Pelo Decreto de 20 de Outubro de 1841, foi-lhe ainda anexada a freguesia de Cotas. Em 1849, o município tinha 6 017 habitantes.
Pelo Decreto de 31 de Dezembro de 1853, o concelho de Favaios foi extinto, perdendo a localidade o seu estatuto de vila e sendo todas as suas freguesias passadas para o concelho de Alijó.
A povoação de Fravaios foi de novo elevada à categoria de vila em 1991.

## Atividades
A freguesia é conhecida pelos vinhos da Adega Cooperativa de Favaios, especialmente pelo moscatel de Favaios.
A vitivinicultura é a base de sua economia, principalmente com os vinhos V.Q.P.R.D. (Vinhos de Qualidade Produzidos em Região Demarcada).
O setor secundário da economia é representado pela indústria de panificação, com o famoso trigo dos Quatro Cantos e pelo artesanato.

## Povoações
Favaios, Mondego e Soutelinho.

## Demografia
A tendência de evolução populacional é negativa. As causas são comuns: as pessoas deslocam-se para o litoral ou para o estrangeiro, na procura de melhores condições de vida, especialmente os casais jovens, que têm ou planeiam ter filhos.
A população registada nos censos foi:
| Distribuição da População por Grupos Etários | Distribuição da População por Grupos Etários | Distribuição da População por Grupos Etários | Distribuição da População por Grupos Etários | Distribuição da População por Grupos Etários |
| -------------------------------------------- | -------------------------------------------- | -------------------------------------------- | -------------------------------------------- | -------------------------------------------- |
| Ano                                          | 0-14 Anos                                    | 15-24 Anos                                   | 25-64 Anos                                   | > 65 Anos                                    |
| 2001                                         | 188                                          | 186                                          | 671                                          | 267                                          |
| 2011                                         | 130                                          | 90                                           | 566                                          | 278                                          |
| 2021                                         | 70                                           | 87                                           | 483                                          | 297                                          |

## Instituições
- Oficina de Teatro de Favaios[10] - grupo de teatro muito activo, que costuma representar nas localidades de origem e arredores[7]
- Enoteca da Quinta da Avessada - veio complementar a oferta de conhecimento sobre os vinhos do Douro e Porto e, especificamente, do vinho Moscatel[7]

## Património
- Marco Granítico n.º 1
- Marco Granítico n.º 2
- Marco Granítico n.º 3

## Especialidades gastronómicas
- Vinho de Favaios